# Оснивач
Оснивач (енгл. The Founder) је амерички биографски драмски филм из 2016. године, режисера Џона Лија Хенкока, по сценарију који је написао Роберт Сигел. Главну улогу тумачи Мајкл Китон као бизнисмен Реј Крок, а филм прати причу о његовом стварању ланца ресторана брзе хране McDonald's. Ник Оферман и Џон Керол Линч глуме осниваче Ричарда и Мориса Макдоналда, док споредне улоге тумаче Линда Кардинели и Б. Џ. Новак.
Филм је премијерно приказан у Холивуду 7. децембра 2016. године, а у америчким биоскопима је издат 20. јануара 2017. године. Зарадио је 24 милиона долара широм света и добио генерално позитивне критике од критичара, који су нарочито похвалили Китонову глуму.

## Радња
Године 1954. Реј Крок је путујући продавац милкшејк машина. Иако су он и његова супруга Етел уштедели довољно новца да живе удобним животом у Арлингтон Хајтсу у Илиноису, он жуди за више. Реј такође примећује да се многи од drive-in ресторана са којима он покушава да склопи посао неефикасно воде. Након што је сазнао да један такав ресторан у Сан Бернардину наручује необично велики број миксера за милкшејк, Реј одлази у Калифорнију да га види. Оно што проналази је McDonald's — популарни ресторан са брзом услугом, висококвалитетном храном, амбалажом за једнократну употребу и породичном атмосфером.
Реј се упознаје са браћом Макдоналд, Морисом „Меком” и Ричардом „Диком”. Они воде Реја у обилазак кухиње и он примећује јаку радну етику запослених. Реј је запањен рестораном и води браћу на вечеру. Они му причају причу о пореклу ресторана и како су дошли да осмисле свој систем „брзе хране”. Следећег дана, Реј предлаже браћи да покрену франшизу ресторана, али они оклевају, истичући да су већ покушали, али да су открили да су удаљени ресторани слабо примењивали стандарде у одржавању њиховог система. Реј истрајава и на крају убеђује браћу да му дозволе да предводи њихове планове за франшизу под условом да пристане на строг уговор, који захтева да све промене подлежу одобрењу браће Макдоналд.
У почетку, Реј почиње да гради McDonald's ресторан у Дес Плејнсу, Илиноис, док покушава да привуче богате инвеститоре (посебно чланове његовог кантри клуба) и отвори франшизу, али наилази на исту лошу етику управљања која је осудила првобитне планове за франшизу. Након што је наишао на продавца Библије који је Јеврејин, Реј долази на идеју о франшизингу за инвеститоре средње класе, који имају више подстицаја да буду практични и спремни су да следе формулу McDonald's-а. Ово се показује успешним и нове франшизе почињу да се отварају широм Средњег запада, а Реј се представља као творац McDonald's-а и Фред Тарнер, кувар бургера у ресторану у Дес Плејнсу кога је Реју запазио на роштиљу, постаје његов сарадник. За то време, Реј упознаје Ролија Смита, власника луксузног ресторана у Минесоти који жели да инвестира, и Ролијеву жену, Џоан, која одмах привлачи Реја.
Упркос свом успеху, Реј почиње да се сусреће са финансијским потешкоћама јер је његов удео у профиту франшизе ограничен због његовог уговора, о којем браћа Макдоналд одбијају да поново преговарају. У међувремену, власници се сусрећу са већим трошковима од очекиваних, посебно за хлађење великих количина сладоледа за милкшејкове. Џоан предлаже милкшејк у праху као начин да се избегну ови трошкови, али браћа сматрају да ће то деградирати квалитет њихове хране. Реја позивају у банку јер му је доспела хипотека, а Хари Сонеборн, финансијски консултант, чује за то и захтева да прегледа Рејеве књиге. Сонеборн схвата да је права прилика за профит у пружању некретнина примаоцима франшизе, што не само да ће обезбедити ток прихода, већ ће Реју дати предност над његовим примаоцима франшизе и браћом Макдоналд. Реј оснива нову компанију, Franchise Realty Corporation, и привлачи нове инвеститоре. То му омогућава да отвара нове ресторане без одобрења браће. Ово узнемирава браћу и охрабрује Реја: он им све више пркоси заобилазећи њихов ауторитет и обезбеђујући милкшејкове у праху свим корисницима франшизе, али не и њиховом ресторану. Реј се такође разводи од своје супруге Етел, која добија сву његову имовину осим свих удела у његовом послу.
Реј преименује своју компанију у McDonald's Corporation и захтева да буде ослобођен свог уговора и откупи браћу Макдоналд, а вест о томе доводи Мека у дијабетички шок. Реј га посећује у болници и нуди бланко чек како би решио њихов посао. Браћа пристају на паушалну исплату од 2,7 милиона долара, власништво над њиховим оригиналним рестораном у Сан Бернардину и 1% годишње накнаде, али када дође време за финализацију споразума, Реј одбија да укључи повластице у договору. Након тога, Дик се суочава са Рејем и пита зашто је морао да преузме њихов посао, када је могао лако да украде њихову идеју и покрене свој ланац ресторана. Реј тврди да је права вредност McDonald's-а само име, које изражава све америчке атрибуте.
Браћа Макдоналд су приморана да скину своје име са оригиналног ресторана, а Реј отвара нову франшизу McDonald's-а директно преко пута, чиме браћу коначно избацује из посла. Филм се завршава 1970. године, где Реј припрема говор у својој раскошној вили са својом новом супругом: Џоан, сада разведеном од Ролија Смита. У говору, Реј, који је у великој мери плагирао мотивациони говор који је чуо раније у филму, хвали себе за свој успех. Он наводи да је то успео да постигне, не талентом или снажном радном етиком, већ упорношћу.
Епилог открива да браћи Макдоналд никада нису исплаћени хонорари, који би на крају износили око 100 милиона долара годишње, и да McDonald's сваког дана храни приближно 1% становништва Земље.

## Улоге
| Глумац             | Улога                  |
| ------------------ | ---------------------- |
| Мајкл Китон        | Реј Крок               |
| Ник Оферман        | Ричард „Дик” Макдоналд |
| Џон Керол Линч     | Морис „Мек” Макдоналд  |
| Линда Кардинели    | Џоан Смит              |
| Б. Џ. Новак        | Хари Џ. Сонеборн       |
| Лора Дерн          | Етел Крок              |
| Џастин Рандел Брук | Фред Тарнер            |
| Кејт Книленд       | Џун Мартино            |
| Патрик Вилсон      | Роли Смит              |
| Гриф Ферст         | Џим Зијен              |
| Вилбур Фицџералд   | Џери Кален             |
| Афемо Омилами      | господин Мериман       |

## Продукција
Филмски сценарио написао је Роберт Сигел, на основу аутобиографије Реја Крока и неауторизоване биографије. Према раним извештајима, филм је требало да се развија на исти начин као Биће крви и Друштвена мрежа. Према сајту Deadline Hollywood, рангиран је као 13. најбољи непродуцирани сценарио 2014. године. У децембру 2014. Џон Ли Хенкок је потписао уговор за режију филма.

### Кастинг
У фебруару 2015, Мајкл Китон је добио улогу Реја Крока. Лора Дерн се придружила филму 11. маја 2015. да би играла Крокову жену, Етел Флеминг, од које се Крок развео 1961. године. Следећег дана је објављено да се Ник Оферман придружио филму, као и да ће играти Ричарда „Дика” Макдоналда. Дана 28. маја 2015. објављено је да се Б. Џ. Новак придружио филму као Кроков финансијски консултант, Хари Џ. Сонеборн. Дана 9. јуна 2015. објављено је да се Линда Карделини придружила филму, а 26. јуна 2015. објављено је да су улоге добили и Џон Керол Линч и Патрик Вилсон.

### Снимање
Главно снимање филма почело је у Њунану, Џорџија, 1. јуна 2015. године. Дизајнер продукције Мајкл Коренблит је раније радио на филмовима као што су Аполо 13, Спасавање господина Банкса и Мртав угао, где је пажња нарочито посвећена историјским детаљима. Коренблит је радио на основу архивских фотографија, филмова за обуку запослених, материјала које је обезбедила породица Макдоналд, нацрта добијених са eBay-а и истраживања у најстаријем McDonald's ресторану у Даунију, Калифорнија. Модел оригиналног ресторана у Сан Бернардину браће Макдоналд изграђен је у Њунану на паркингу зграде управе округа Кауиета.
После месец дана тражења погодне локације, у Дагласвилу, Џорџија, за седам радних дана на црквеном паркингу изграђена је стара зграда McDonald's-а са „ златним луковима”. Сет је укључивао радну кухињу са кухињском опремом која је била тачна за тражени историјски период и која је уређена по савременом кодексу. Преуређење спољашњих карактеристика, као што је паркинг, омогућило је да тај сет служи као свака франшизна локација приказана у филму. И унутрашњи и спољашњи делови ресторана били су модуларни, омогућавајући да се уклоне радне плоче или стакла величине читавог зида како би се направио простор за камере и другу опрему.
Зграда колеџа за пословну администрацију у центру Атланте, у којој се налази филијала Bank of America, служила је као зграда Првог савезног удружења за уштеђевине и позајмице Илиноиса за филм. Неки ентеријери као што су канцеларије McDonald's-а изграђени су на звучним позорницама у студијима EUE Screen Gems у Атланти. Голф клуб East Lake у Атланти служио је као кантри клуб у филму.

## Објављивање
Дана 2. марта 2015, The Weinstein Company је платио 7 милиона долара за права дистрибуције филма. Дана 26. марта 2015. студио је одредио датум изласка филма за 25. новембар 2016. године. У марту 2016, филм је померен за 5. август исте године. Дана 13. јула 2016, датум објављивања филма је одложен до ограниченог датума 16. децембра 2016, након чега је уследило широко приказивање 20. јануара 2017. године. Филм је коначно издат у Сједињеним Државама у Холивуду 7. децембра 2016, како би се могао да се квалификује за Оскаре 2017. године.
У фебруару 2017, FilmNation Entertainment, једна од продукцијских компанија филма, тужила је The Weinstein Company за 15 милиона долара. The Weinstein Company је објавио филм Злато 27. јануара 2017, недељу дана након филма Оснивач, за који је FilmNation тврдио да представља кршење уговора, рекавши да су две компаније имале договор да ниједан филм компаније Weinstein неће бити објављен недељу дана пре или после Оснивача.

## Пријем

### Зарада
Филм је зарадио 12,8 милиона долара у Сједињеним Државама и Канади и 11,3 милиона долара на осталим територијама, што чини укупну зараду од 24,1 милиона долара широм света.
У Северној Америци се очекивало да ће филм зарадити 3 милиона долара у 1.115 биоскопа током премијерног викенда. На крају је зарадио 3,8 милиона долара, заузевши 9. место на биоскопским благајнама. У другој недељи, филм је зарадио 2,6 милиона долара, што је био пад од 23,4%.

### Критике
На сајту Rotten Tomatoes филм има рејтинг одобравања од 81% на основу 243 рецензије, са пондерисаним просеком од 6,90/10. Критички консензус веб-сајта гласи: „Оснивач ставља привлачну изведбу Мајкла Китона у центар паметног, задовољавајућег биографског филма који прати успон једног од најутицајнијих америчких бизнисмена – и рађање једне од њених најдалекосежнијих индустрија.” На сајту Metacritic, филм има просечну пондерисану оцену 66 од 100, на основу 47 критичара, што указује на „генерално повољне критике”. Публика коју је анкетирао CinemaScore дала је филму просечну оцену „Б+” на скали од А+ до Ф.
Питер Траверс из часописа Rolling Stone дао је филму три од четири звездице, наводећи да редитељ Хенкок и сценариста Сигел „напорно настоје – и углавном успевају – да задрже холивудски сентимент ван приповедања.... Радња филма смештена је пре више од пола века. Оснивач се показао као филм за поделе овде и сада. Подигните се. Можда само нешто научите.” Мет Золер Зајц са сајта RogerEbert.com дао је филму три од четири звездице, наводећи да упркос томе што се филм превише ослања на експозицију и не успева да вешто угради лични живот Реја Крока у наратив, „лагао бих кад бих рекао да нисам стално размишљао о Оснивачу откако сам га видео... То је реклама која постаје упозорење пре него што кружи около и постане још једна, мрачнија врста рекламе, а једна од најинтригантнијих и изненађујућих ствари у вези са Оснивачем је то што се, на крају, чини да се магловито стиди себе зато што је дозволио да се ово деси.”

### Награде
| Година | Награда       | Категорија                 | Номиновани                   | Исход      | Реф.   |
| ------ | ------------- | -------------------------- | ---------------------------- | ---------- | ------ |
| 2016   | Награде Капри | Најбољи глумац             | Мајкл Китон                  | Освојено   |        |
| 2017   | Награде AARP  | Најбоља временска капсула  | Оснивач                      | Номинација | [ 37 ] |
| 2017   | Награде AARP  | Најбољи глумац             | Мајкл Китон                  | Номинација | [ 37 ] |
| 2017   | Награде AARP  | Најбољи филм о пријатељима | Џон Керол Линч и Ник Оферман | Номинација | [ 37 ] |